# Мирослав Протић
Мирослав Протић је српски вајар.

## Биографија
Дипломирао је вајарство на Факултету ликовних уметности Универзитета уметности у Београду. Самостално је излагао у Београду 1962. и 1975. године. Учествовао је на групним изложбама Октобарског салона 1962, 1971. и 1972, изложби портрета у Београду, изложби југословенског портрета у Тузли, изложби ситне пластике у Београду, изложби „НОБ у делима ликовних уметника Југославије”, изложби скулптуре у слободном простору Београда, изложби „Ликовна ретроспектива” у Ужицу, изложби „Београд – инспирација сликара”, изложбама „Ликовни уметници Београда” у Љубљани, Марибору, Копару и Београду, изложби акварела и темпера у Београду, изложби Удружења ликовних уметника Србије и другим. У иностранству је излагао у Енглеској, Француској, Чехословачкој, Румунији, Аргентини, Аустрији, Јужној Африци и Немачкој.